# Tomislav Crnković
Tomislav Crnković, född 17 juni 1929 i Kotor, död 17 januari 2009 i Zagreb, var en jugoslavisk fotbollsspelare.
Han blev olympisk silvermedaljör i fotboll vid sommarspelen 1952 i Helsingfors.